# Hilcona
Die Hilcona AG mit Sitz in Schaan im Fürstentum Liechtenstein ist ein international tätiger Lebensmittelhersteller, der zur Bell Food Group gehört.

## Geschichte

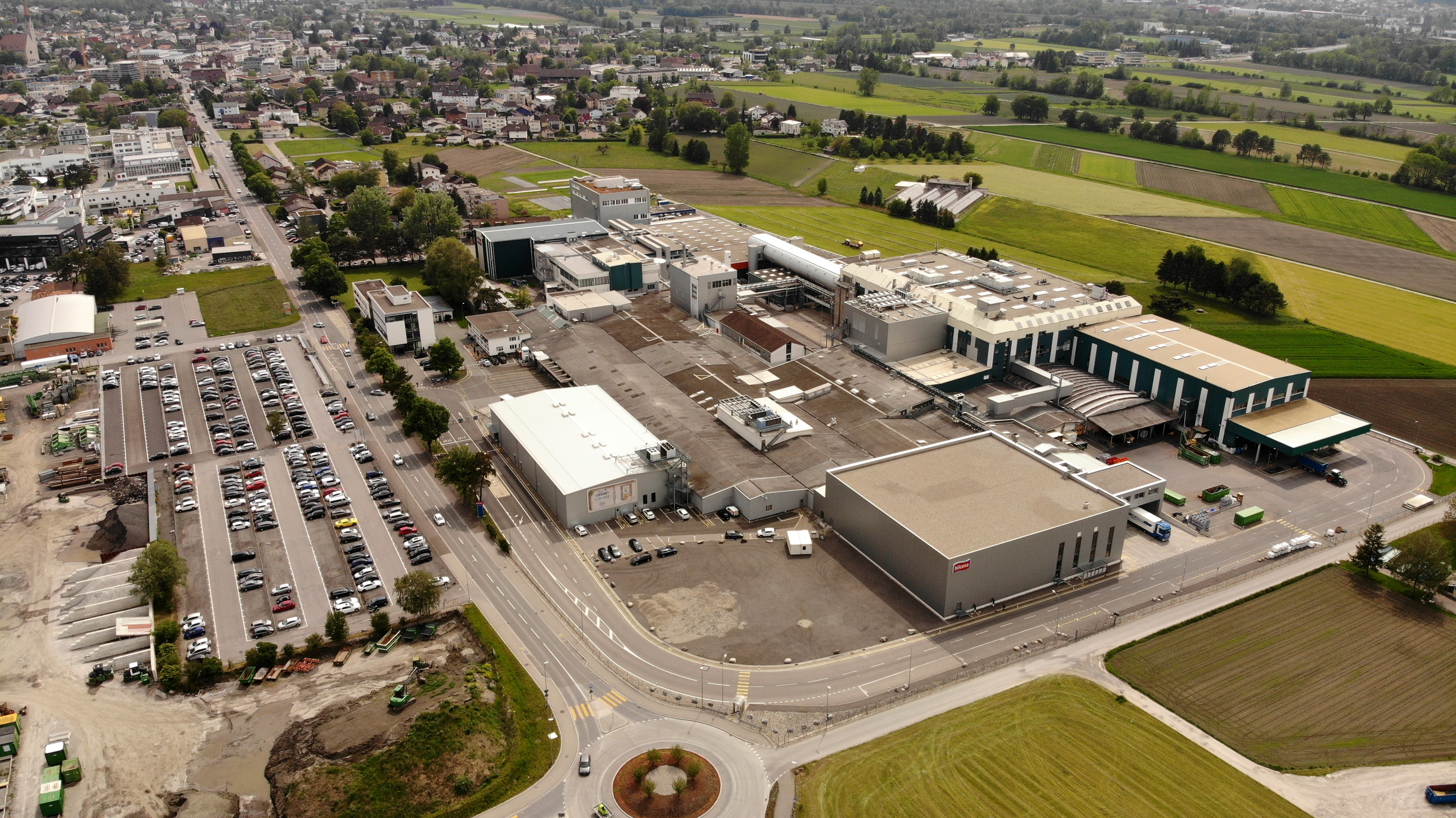
Hauptsitz der Hilcona AG in Schaan, Fürstentum Liechtenstein

1935 gründete Toni Hilti in Schaan die Scana Konservenfabrik AG. 1961 produzierte das Unternehmen die ersten Tiefkühlprodukte. Zehn Jahre später stiegen die Söhne des Gründers, Ekkehard und Jürgen Hilti, in die Geschäftsführung ein. Sie entwickelten aufgrund sich verändernder Ernährungsgewohnheiten neue Produktideen, infolgedessen das Unternehmen in HILCONA umbenannt wurde, abgeleitet von HILti COnvenience NAhrungsmittel.
Als erstes Unternehmen in der Schweiz und Liechtenstein produzierte Hilcona ab 1984 frische Pasta industriell und erschloss damit einen völlig neuen Markt. Heute machen Fertiggerichte 63 Prozent des Umsatzes aus und haben sich zum Kerngeschäft entwickelt. Daneben stellte das Unternehmen für den Foodservice-Sektor und den industriellen Bedarf Tiefkühlgerichte her und produzierte Konservenprodukte für den Schweizer Markt.
Nach der Einführung der Frischprodukte in der Schweiz war eine Expansion in weitere europäische Staaten der nächste Schritt. 1988 wurde eine Tochterfirma in Deutschland gegründet, gefolgt von einer Niederlassung in Frankreich im Jahr 1991.
1993 übernahm die Hilcona AG die Firma Deni's Pizza in Yverdon-les-Bains (CH).
6 Jahre später (1999) nahm die Hilcona AG ihr Frischpizzawerk in Orbe (CH) in Betrieb.
Anfang des neuen Jahrtausends machte die Hilcona AG auch in Deutschland Werbung.
Anfang 2011 beteiligte sich die schweizerische Bell AG, die mehrheitlich der Coop-Genossenschaft gehört, mit 49 % an der Hilcona AG mit der Option auf die Übernahme weiterer 2 % (also den Mehrheitsbesitz) im Jahr 2015.
Im Jahr 2012 wurde die Gastro Star AG und die seit 2011 mit ihr verbundene schwarz viva AG mit Produktionsstandorten in Dällikon und Villigen übernommen. Diese stellt Salat- und Gemüseprodukte her.
Zum 1. Mai 2015 übte die Bell AG ihre Option auf Übernahme von weiteren 2 % Aktienanteil aus. Seither hielt sie mit 51 % die Mehrheit. Einziger weiterer Aktionär war die Toni Hilti Familientreuhänderschaft. Die zum 1. April 2016 von Bell erworbene Zürcher Eisberg-Gruppe, die mit 400 Mitarbeitern in der Schweiz und Osteuropa Blattsalate herstellt und CHF 55 Mio. umsetzt, wurde als eigenständige Hilcona-Tochter organisatorisch an Gastro Star angegliedert.
Am 1. Januar 2017 wurde die ehemalige Frostag Food-Centrum AG in Landquart von der Hilcona AG zu 100 % übernommen und zu einem internen Startup mit dem Namen Hilcona Taste Factory entwickelt.
Am 30. Mai 2017 übernahm die Bell AG den 49-%-Anteil der Toni Hilti Familientreuhänderschaft an der Hilcona AG rückwirkend auf 1. Januar 2017. 2019 kündigte die Bell AG an, in mehreren Tranchen insgesamt 120 Millionen Franken in den Hilcona-Standort Schaan investieren zu wollen.
Per 1. August 2021 übernimmt Hilcona das Sandwich-Geschäft von Aryzta Schweiz, inklusive der Produktionslokalität in Schlieren. Hilcona ist u. a. Mitglied bei der IG Bio und SwissPasta. Die Mitglieder von SwissPasta setzen sich für eine möglichst ungehinderte Beschaffung von Hartweizen, welcher in der Regel aus den USA und Kanada importiert wird, ein.

## Produkte
Für den Einzelhandel, die Gastronomie und den Impulsmarkt produziert das Unternehmen frische Pasta und Saucen, Tiefkühlkost, Fertiggerichte, Konserven sowie Sandwiches. Die bedeutendsten Exportmärkte sind heute Deutschland, Frankreich, Österreich, Grossbritannien sowie Benelux.
Im April 2019 lancierte Hilcona einen pflanzenbasierten Burger unter dem Label The Green Mountain.

## Standorte
Die Hilcona AG hat vier Produktionsstandorte: Schaan (FL), Orbe (CH), Landquart (CH) und Bad Wünnenberg (D). Neben der Konzernleitung befindet sich in Schaan die zentrale Verwaltung sowie die Produktion von Frisch-, Tiefkühl- und sonstig haltbaren Fertig-Produkten. In Orbe in der Westschweiz befindet sich seit 1999 ein Frischproduktionswerk, in dem neben Pizzen für den Lebensmitteleinzelhandel auch Sandwiches und Salate sowie Hilcona Water und Green Tea hergestellt werden. Die Hilcona Taste Factory in Landquart hat sich vor allem als vegetarisches Kompetenzzentrum (Humus, Tofu) und als Spezialistin für regionale handgefertigte Spezialitäten etabliert.
Das Werk in Bad Wünnenberg hat Hilcona 2019 von Bell Deutschland übernommen und umgebaut.

## Kritik
Im Februar 2013 wurde in einigen fleischhaltigen Lebensmittel-Fertigprodukten im Handel, darunter auch solchen von Hilcona, undeklarierte Anteile von Pferdefleisch nachgewiesen (siehe Pferdefleischskandal in Europa 2013). Direkter Vorlieferant von Hilcona war der deutsche Fleischverarbeiter Vossko. Die Zusammenarbeit mit dem Lieferanten wurde per sofort eingestellt, die unverzügliche Umstellung aller Marken-Produkte auf 100 Prozent Schweizer Rindfleisch veranlasst.